# Ezprogui
Ezprogui è un comune spagnolo di 61 abitanti situato nella comunità autonoma della Navarra.